# Ишаки
Иша́ки (чув. Ишек) — село в Чебоксарском районе Республики Чувашии России. Административный центр Ишакского сельского поселения.

## География
Около села река Моргаушка впадает в реку Унга. 
Село расположено в 32 км от районного центра, 35 км — от Чебоксар и 12 км — от железнодорожной станции Ишлеи.

## Название
Ижек (Ишек) — всеми почитаемый болгаро-чуваш, живший в конце 13 и начале 14 вв. О нем мы знаем по записям и очерку С.М. Михайлова-Яндуша «Село Ишаки в Козьмодемьянском уезде».  — Географические названия Чувашской Республики

### Исторические и прежние названия
До 1760 года называлось Алино, в ряде документов упоминалось как Сретенское, Байзарино, Кюсле Сирма.

## История
Основано в XIII—XIV веках.
В 2010 году близ села Ишаки было основано Экологическое поселение Радуга.

## Население
| 2010 | 2012 |
| ---- | ---- |
| 633  | ↗653 |

## Экономика
- Фермерские хозяйства, магазины, рынок, средняя школа и т. д.
- Производство экологической продукции на базе Экологического поселения Радуга[6].

## Транспорт
Рядом с селом проходит дорога Чебоксары — Калинино — Саранск.